# Les Gens du voyage
Les Gens du voyage (Duits: Fahrendes Volk) is een Franse dramafilm uit 1938 onder regie van Jacques Feyder. Tegelijk met de Franse versie werd in München ook een Duitse versie van de film gedraaid.

## Verhaal
Flora is dierentemmer in het circus. Als ze op een dag haar oude vrijer Fernand ontmoet, die pas is ontsnapt uit de gevangenis, verwijst ze hem naar circusdirecteur Edouard Barlay. Ook Flora's zoon Marcel werkt in het circus. Samen met Yvonne en Suzanne, de dochters van de directeur, voert hij acrobratische nummers op. Hij is verliefd op Yvonne, waardoor Suzanne jaloers wordt op hen. Ook kunstrijdster Pepita heeft een oogje op Marcel.

## Rolverdeling
| Acteur           | Personage      |
| ---------------- | -------------- |
| Françoise Rosay  | Flora          |
| André Brulé      | Fernand        |
| Marie Glory      | Pepita         |
| Guillaume de Sax | Edouard Barlay |
| Sylvia Bataille  | Yvonne Barlay  |
| Louise Carletti  | Suzanne Barlay |
| Fabien Loris     | Marcel         |